# Sunnyslope (Washington)
Sunnyslope é uma Região censo-designada localizada no estado norte-americano de Washington, no Condado de Chelan.

## Demografia
Segundo o censo norte-americano de 2000, a sua população era de 2521 habitantes.

## Geografia
De acordo com o United States Census Bureau tem uma área de
26,1 km², dos quais 24,9 km² cobertos por terra e 1,2 km² cobertos por água.

## Localidades na vizinhança
O diagrama seguinte representa as localidades num raio de 12 km ao redor de Sunnyslope.